# Lecidea auriculata
Lecidea auriculata är en lavart som beskrevs av Thore M. Fries. 
Lecidea auriculata ingår i släktet Lecidea och familjen Lecideaceae.  Utöver nominatformen finns också underarten brachyspora.